# Emanuel Schäfer
Pour les articles homonymes, voir Schäfer.
Emanuel Schäfer (20 avril 1900 - 4 décembre 1974) était un SS-Oberführer ayant commandé l'Einsatzgruppe II au début de la Seconde Guerre mondiale.

## Biographie
Vétéran de la Première Guerre mondiale, il rejoint en 1925 la formation des corps-franc allemand Brigade Ehrhardt puis l'organisation paramilitaire Stahlhelm qu'il quitte en 1928.
Schäfer rejoint la Sturmabteilung (SA) en 1933 tout en étant un membre actif du Sicherheitsdienst (SD). Il entre dans la SS en septembre 1936.
Pendant la Seconde Guerre mondiale, Schäfer est le chef de la police de sécurité à Belgrade, en Serbie. Entre janvier et mai 1942, Schäfer supervise le gazage par fourgon (type Saurer) d'environ 7 300 juifs du camp de Semlin. Il est aussi responsable de la mort de 1 200 autres juifs à cause des conditions de vie difficiles ou d’exécutions sommaires. La camionnette fut utilisée pour la dernière fois le 10 mai 1942. En mai 1942, Schäfer envoya un télégramme à l'Office central de la sécurité du Reich, se vantant que « Belgrade soit la seule grande ville d'Europe où le problème juif ait été résolu ».
Après la guerre, il est condamné en Allemagne à six ans et demi de prison pour ses crimes de guerre commis durant le conflit. Il meurt en 1974.